# Fußball-Verbandsliga Westfalen 1967/68
Die Saison 1967/68 war die zwölfte Spielzeit der drittklassigen Verbandsliga Westfalen. Westfalenmeister wurde die SpVgg Erkenschwick, die ebenso wie Vizemeister SSV Hagen in der folgenden Aufstiegsrunde den Sprung in die Regionalliga verpasste. Aus der Gruppe 1 stiegen der FC TuRa Bergkamen, der BVH Dorsten und die Ibbenbürener Spvg ab, aus der Gruppe 2 Arminia Marten, der RSV Meinerzhagen und die Sportfreunde Siegen. Aus der Regionalliga West stieg Westfalia Herne in die Verbandsliga ab. Aus den Landesligen stiegen Eintracht Ahaus, der SV Brackwede, die DJK Gütersloh, der TuS Iserlohn und der VfL Witten auf. Mit Beginn dieser Saison zählte bei Punktgleichheit nicht mehr der Torquotient, sondern die Tordifferenz.

## Legende
|     |                                                                              |
|     | Teilnahme an der Westfalenmeisterschaft                                      |
|     | Teilnehmer an den Qualifikationsspielen um die Deutsche Amateurmeisterschaft |
|     | Teilnahme an der Abstiegsrelegation                                          |
|     | Absteiger in die Landesliga Westfalen                                        |
| (A) | Absteiger aus der Regionalliga in der Vorsaison                              |
| (N) | Aufsteiger aus der Landesliga Westfalen in der Vorsaison                     |

## Tabellen

### Gruppe 1
| Pl.               | Verein                 | Sp. | S  | U  | N  | Tore    | Diff. | Punkte |
| ----------------- | ---------------------- | --- | -- | -- | -- | ------- | ----- | ------ |
| 1.                | SpVgg Erkenschwick     | 30  | 19 | 7  | 4  | 063:270 | +36   | 45:15  |
| 2.                | Hammer SpVg (A)        | 30  | 18 | 6  | 6  | 059:230 | +36   | 42:18  |
| 3.                | SpVgg Herten           | 30  | 16 | 7  | 7  | 055:300 | +25   | 39:21  |
| 4.                | SVA Gütersloh (N)      | 30  | 12 | 9  | 9  | 043:420 | +1    | 33:27  |
| 5.                | Blau-Weiß Langenbochum | 30  | 11 | 9  | 10 | 045:460 | −1    | 31:29  |
| 6.                | SuS Lage               | 30  | 11 | 7  | 12 | 044:450 | −1    | 29:31  |
| 7.                | VfB 03 Bielefeld       | 30  | 8  | 13 | 9  | 037:390 | −2    | 29:31  |
| 8.                | TuS Ahlen              | 30  | 8  | 12 | 10 | 030:300 | ±0    | 28:32  |
| 9.                | SV Porta Neesen (N)    | 30  | 11 | 6  | 13 | 047:480 | −1    | 28:32  |
| 10.               | Erler SV 08            | 30  | 10 | 8  | 12 | 045:510 | −6    | 28:32  |
| 11.               | Herringer SV           | 30  | 9  | 9  | 12 | 032:380 | −6    | 27:33  |
| 12.               | SpVg Marl              | 30  | 7  | 13 | 10 | 021:290 | −8    | 27:33  |
| 13.               | BV Selm                | 30  | 8  | 9  | 13 | 035:480 | −13   | 25:35  |
| 14.               | BVH Dorsten            | 30  | 9  | 6  | 15 | 037:590 | −22   | 24:36  |
| 15.               | FC TuRa Bergkamen      | 30  | 7  | 9  | 14 | 027:430 | −16   | 23:37  |
| 16.               | Ibbenbürener Spvg      | 30  | 7  | 8  | 15 | 034:580 | −24   | 22:38  |
| Stand: Saisonende |                        |     |    |    |    |         |       |        |

### Gruppe 2
| Pl.               | Verein                  | Sp. | S  | U  | N  | Tore    | Diff. | Punkte |
| ----------------- | ----------------------- | --- | -- | -- | -- | ------- | ----- | ------ |
| 1.                | SSV Hagen (A) 1         | 30  | 20 | 7  | 3  | 060:280 | +32   | 47:13  |
| 2.                | VfL Schwerte 2          | 30  | 19 | 6  | 5  | 050:310 | +19   | 44:16  |
| 3.                | SG Wattenscheid 09      | 30  | 14 | 8  | 8  | 049:250 | +24   | 36:24  |
| 4.                | STV Horst-Emscher       | 30  | 13 | 6  | 11 | 053:390 | +14   | 32:28  |
| 5.                | VfL Hörde               | 30  | 12 | 8  | 10 | 042:470 | −5    | 32:28  |
| 6.                | SG Castrop-Rauxel       | 30  | 11 | 9  | 10 | 035:420 | −7    | 31:29  |
| 7.                | SC Gelsenkirchen 07     | 30  | 12 | 6  | 12 | 057:530 | +4    | 30:30  |
| 8.                | Hombrucher FV 09 (N)    | 30  | 12 | 5  | 13 | 073:650 | +8    | 29:31  |
| 9.                | Preußen Hochlarmark (N) | 30  | 9  | 10 | 11 | 045:460 | −1    | 28:32  |
| 10.               | TB Eickel               | 30  | 8  | 11 | 11 | 044:480 | −4    | 27:33  |
| 11.               | VfL Klafeld-Geisweid    | 30  | 9  | 9  | 12 | 032:390 | −7    | 27:33  |
| 12.               | RSV Höh                 | 30  | 8  | 9  | 13 | 044:580 | −14   | 25:35  |
| 13.               | TuS Eving-Lindenhorst   | 30  | 11 | 3  | 16 | 040:550 | −15   | 25:35  |
| 14.               | RSV Meinerzhagen        | 30  | 10 | 3  | 17 | 036:480 | −12   | 23:37  |
| 15.               | Sportfreunde Siegen     | 30  | 10 | 2  | 18 | 044:610 | −17   | 22:38  |
| 16.               | Arminia Marten          | 30  | 7  | 8  | 15 | 039:590 | −20   | 22:38  |
| Stand: Saisonende |                         |     |    |    |    |         |       |        |

## Westfalenmeisterschaft
Die beiden Gruppensieger ermittelten in einem Entscheidungsspiel den Westfalenmeister. Der SSV Hagen als Meister der Gruppe 2 verzichtete auf die Teilnahme, so dass Vizemeister VfL Schwerte nachrückte. Vor knapp 4000 Zuschauern am 22. Mai 1968 im Oer-Erkenschwicker Stimbergstadion gewannen die Erkenschwicker das Spiel mit 2:1. Erkenschwick und Hagen qualifizierten sich für die Aufstiegsrunde zur Regionalliga West.
|                                          | Ergebnis  |                                        |
| ---------------------------------------- | --------- | -------------------------------------- |
| SpVgg Erkenschwick Meister der Staffel 1 | 2:1 (1:0) | VfL Schwerte Vizemeister der Staffel 2 |

## Qualifikation für die Deutsche Amateurmeisterschaft
Die Vizemeister der beiden Gruppen ermittelten in Hin- und Rückspiel den westfälischen Teilnehmer an der deutschen Amateurmeisterschaft. Die beiden Spiele wurden am 9. und 12. Mai 1968 vor 3.000 bzw. 6.000 Zuschauern ausgetragen. Die Hammer SpVgg sicherte sich die Qualifikation zur Amateurmeisterschaft und erreichte dort das Halbfinale.
|                                        | Gesamt |                                       | Hinspiel  | Rückspiel            |
| -------------------------------------- | ------ | ------------------------------------- | --------- | -------------------- |
| VfL Schwerte Vizemeister der Staffel 2 | 5:9    | Hammer SpVg Vizemeister der Staffel 1 | 2:1 (1:1) | 3:8 n. V. (3:4, 2:1) |

## Relegation
Die Tabellenvierzehnten der beiden Verbandsligastaffeln und die Vizemeister der fünf Landesligastaffeln spielten eine Relegation um mögliche freie Plätze in der Verbandsliga. Die Runde wurde jedoch am 19. Juni 1968 abgebrochen, nachdem klar war, dass sowohl Rot-Weiss Essen und Bayer 04 Leverkusen nicht mehr den Aufstieg in die Bundesliga erreichen konnten und somit kein Platz mehr in der Verbandsliga frei war.
| Pl.                | Verein                                                    | Sp. | S | U | N | Tore    | Diff. | Punkte |
| ------------------ | --------------------------------------------------------- | --- | - | - | - | ------- | ----- | ------ |
| 1.                 | BVH Dorsten 14. der Verbandsligastaffel 1                 | 4   | 3 | 1 | 0 | 007:100 | +6    | 07:10  |
| 2.                 | SpVg Beckum Vizemeister der Landesligastaffel 5           | 5   | 3 | 1 | 1 | 007:300 | +4    | 07:30  |
| 3.                 | RSV Meinerzhagen 14. der Verbandsligastaffel 2            | 4   | 2 | 1 | 1 | 005:300 | +2    | 05:30  |
| 4.                 | Sportfreunde Gladbeck Vizemeister der Landesligastaffel 4 | 4   | 1 | 2 | 1 | 004:400 | ±0    | 04:40  |
| 5.                 | Viktoria Dortmund Vizemeister der Landesligastaffel 3     | 5   | 1 | 1 | 3 | 003:700 | −4    | 03:70  |
| 6.                 | SV Ennigloh 09 Vizemeister der Landesligastaffel 1        | 4   | 1 | 0 | 3 | 002:600 | −4    | 02:60  |
| 7.                 | TuS Plettenberg Vizemeister der Landesligastaffel 2       | 4   | 1 | 0 | 3 | 002:600 | −4    | 02:60  |
| Stand: bei Abbruch |                                                           |     |   |   |   |         |       |        |